# Виборна
Виборна (слч. Výborná) насељено је мјесто са административним статусом сеоске општине (слч. obec) у округу Кежмарок, у Прешовском крају, Словачка Република.

## Становништво
| Година:    | 1994. | 2004.    | 2014.    | 2024.    |
| ---------- | ----- | -------- | -------- | -------- |
| Број људи: | 668   | 908      | 1156     | 1443     |
| Разлика:   |       | +35,92 % | +27,31 % | +24,82 % |

| Година:    | 2023. | 2024.   |
| ---------- | ----- | ------- |
| Број људи: | 1404  | 1443    |
| Разлика:   |       | +2,77 % |

Према подацима о броју становника из 2011. године насеље је имало 1.074 становника.